# Kaito Kuroba
Kaito Kuroba (黒羽 快斗, Kuroba Kaito), a verdadeira identidade do ladrão cavalheiro "Kaito Kid" (怪盗キッド, Kaitō Kiddo, "Phantom Thief Kid"), é uma personagem fictício e protagonista da série de mangá Magic Kaito, criado por Gosho Aoyama. Seu pai é
Toichi Kuroba, que  era o Kaito Kid original antes de ser morto por uma organização criminosa desconhecida, enquanto sua mãe era uma ladra fantasma, conhecida como Phantom Lady (em português: Senhorita Fantasma). Kaito Kuroba então assume o papel de Kid após saber que a organização está atrás de uma pedra preciosa chamada Pandora. Ele então decide encontrá-la e destruí-la.
Kaito Kuroba também fez aparições significativas na série Detective Conan, também de Gosho. Sua forte semelhança com o protagonista desta série, Shinichi Kudo, permite que Kaito se passe por ele sem sequer usar máscara. Ele também é dublado pelos mesmos dubladores de Shinichi. Quando Detective Conan foi traduzido para o inglês, a Viz Media escolheu o rōmaji Kaito Kid para o mangá, enquanto a Funimation Entertainment e a Discotek Media se referem a ele como Phantom Thief Kid/Kid the Phantom Thief, respectivamente, no anime. A Shogakukan Asia também optou por usar Kaito Kid.

## Aparições

### Na série de mangáMagic Kaito
Kaito Kuroba é um estudante de ensino médio de dezessete anos que é um mágico amador devido à influência de seu pai, Toichi Kuroba. Oito anos antes da série, Toichi havia morrido misteriosamente e também foi a última vez que Kaito Kid foi visto. Muito tempo depois, no presente, Kaito descobre um quarto secreto em sua casa que foi armado por seu pai para se revelar naquele exato dia. Encontrando os dispositivos e a fantasia de Kaito Kid na sala, Kaito veste o disfarce e decide confrontar Kid, que recentemente reapareceu após seus oito anos de ausência. Kaito descobre que Kid é Konosuke Jii, o mordomo de seu pai, que afirma que Toichi foi o primeiro Kaito Kid. Jii revela que assumiu o papel de Kid para atrair o assassino de Toichi. Ao saber que seu pai foi assassinado, Kaito continua a desempenhar o papel de Kaito Kid enquanto procura o assassino de seu pai.
Como Kaito Kid, Kaito usa suas habilidades de disfarce perfeito e os dispositivos que seu pai deixou para efetuar seus roubos e assaltos. O melhor desses dispositivos é sua capa, que se transforma em uma asa-delta, além de uma arma que atira cartas de baralho metálicas afiadas e bombas de fumaça. Para atrair os assassinos, Kaito adota a tradição de enviar uma nota de sua intenção de roubo para o local com antecedência. Após um assalto bem-sucedido, Kaito devolve os tesouros roubados. Como Kaito Kid, Kaito finalmente conhece a organização que matou seu pai. Ele descobre que eles estão procurando pela pedra preciosa chamada de Pandora (パンドラ), que garante a imortalidade se a água que ele emite durante a passagem do Cometa Volley for bebida. A Pandora está escondida em uma gema maior e só pode ser vista se brilhar sob o luar. Kaito decide procurar a Pandora com a intenção de destruí-la e começa a focar seus roubos em grandes pedras preciosas. Como tal, ele começa a tradição de verificar as gemas de seus assaltos ao luar antes de devolvê-las aos seus legítimos proprietários.

### Em Detective Conan
Kaito Kuroba, como Kaito Kid, aparece na série de mangá Detective Conan de Aoyama como um antagonista e ocasional aliado de seu rival, Conan. Ele é apresentado como Kaito 1412, mas mais tarde é referido como Kid. Ele é confrontado pelo protagonista da série, Shinichi Kudo; um detetive adolescente transformado em criança que está sob o pseudônimo de Shinichi Kudo, que muitas vezes frustra seus planos, mas Kid sempre consegue fugir dele. Kaito também atrai a atenção de Jirokichi Suzuki, que quer capturar Kid para ficar famoso. Na série, é revelado que o pai de Shinichi, Yusaku Kudo, foi quem criou o apelido Kaito 1412 e Kaito Kid. Na série de filmes de Detective Conan, Kaito revela que sabe que Conan é na verdade Shinichi. Devido à forte semelhança de Kaito com Jimmy, ele é capaz de se disfarçar como Jimmy Kudo sem máscara.
Kaito fez no total seis aparições nos filmes. Em Detective Conan: The Last Wizard of the Century, ele rouba um ovo fabergé para devolver ao seu legítimo dono enquanto ajuda Shinichi em sua investigação em busca de um assassino. Em Detective Conan: Magician of the Silver Sky, ele continua sua busca pela Pandora enquanto Shinichi tenta impedir outro de seus roubos. Kaito faz sua terceira aparição em Detective Conan: The Private Eyes Requiem, onde indiretamente ajuda Shinichi a resolver um antigo caso de assassinato. Sua quarta aparição ocorre em Detective Conan: The Lost Ship in The Heaven, onde Jirokichi o atrai com uma grande pedra preciosa em uma aeronave enquanto tenta capturá-lo. Ele também é destaque em Lupin the 3rd vs. Detetive Conan: The Movie e Detective Conan: Sunflowers of Inferno.

## Recepção
Em uma pesquisa de popularidade dos personagens de Detective Conan, Kaito foi considerado como o personagem mais popular da série. Em uma enquete online da Conan Movie.jp, ele ficou em segundo lugar, com 19% dos votos. John Sinnott, do DVD Talk, considera Kaito Kuroba como um personagem interessante, pois ele sempre consegue escapar de Shinichi Kudo, o protagonista de Detective Conan. Rebecca Silverman, que escreve para o Anime News Network, também o descreveu como "interessante", observando que "é muito divertido" ver como ele pode desafiar Shinichi e ser uma "figura que sempre frusta seus planos". Amanda Tarbet, da SequentialTart.com, afirmou que Kaito Kid é um personagem engraçado devido às suas maneiras e habilidades cavalheirescas.